# Aleja Róż w Warszawie
Aleja Róż  – ulica w dzielnicy Śródmieście w Warszawie.

## Opis
W XVIII wieku w miejscu dzisiejszej ulicy biegła droga narolna wśród pól Ujazdowa. W połowie XIX wieku droga przekształciła się w ogrodową aleję. W 1827 na północ od późniejszej ulicy otwarto publicznie dostępny park Dolina Szwajcarska, w którym w 1857 wybudowano budynek salonu, następnie wielokrotnie rozbudowywany.

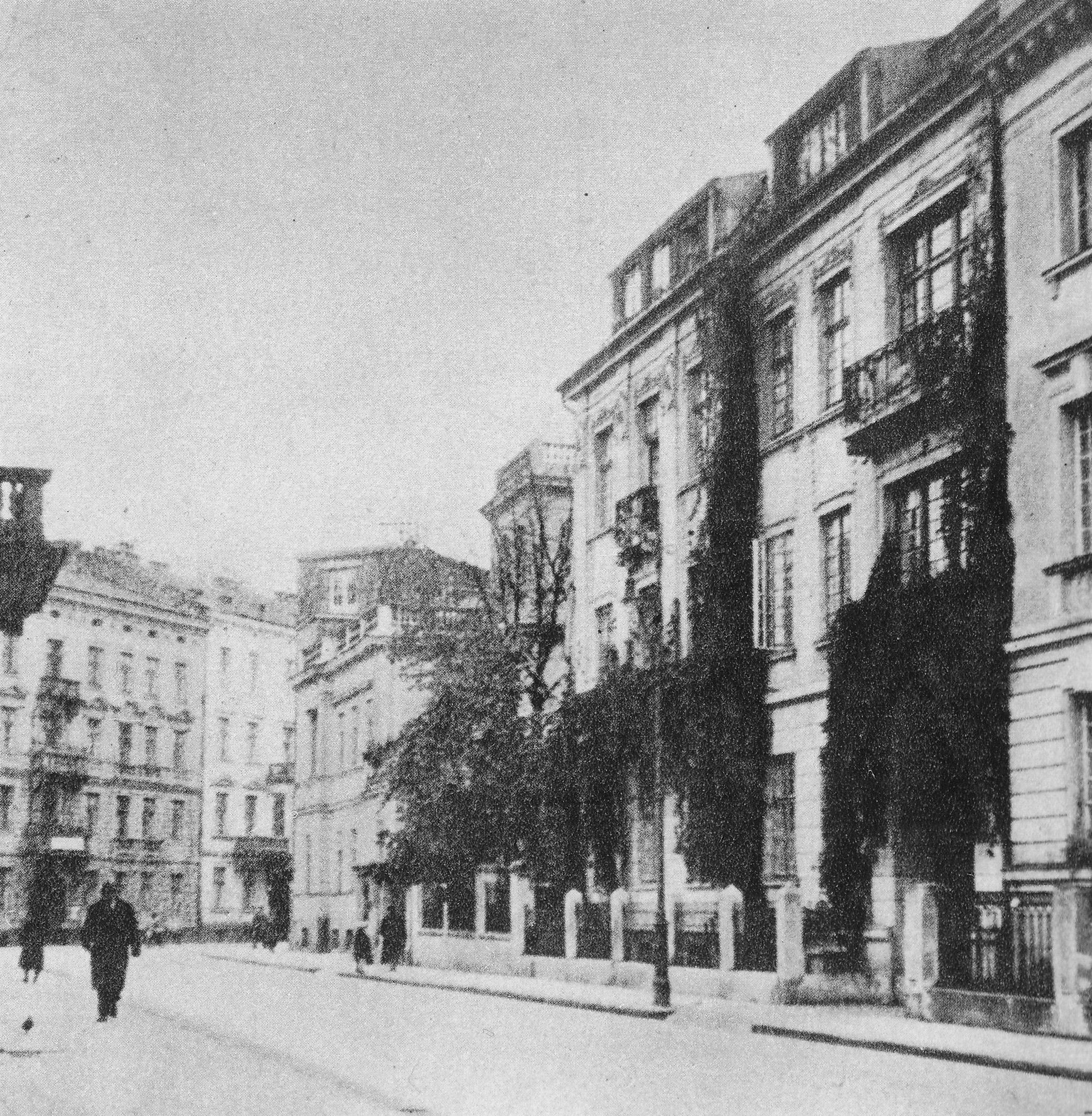
Aleja Róż przed 1939

Ulicę wytyczono ok. 1880. W 1877 wybudowano przy niej pierwsze trzy domy, m.in. zaprojektowaną przez Józefa Hussa willę Nagórnego na rogu Alej Ujazdowskich. Otrzymała nazwę od znajdującego się w tym rejonie ogrodu obfitującego w krzewy róż.
Ulica zamieszkana była przez arystokrację i plutokrację, uchodziła za jedną z najelegantszych ulic Warszawy. W latach 1919–1939 pałacyki i domy al. Róż zajęły poselstwa i ambasady. W 1944 część zabudowy została zniszczona.
Odbudowane po wojnie domy mieszkalne nawiązują do architektury z początku XX wieku. W kamienicy pod numerem 6 po wojnie osiedliła się liczna grupa artystów i dygnitarzy PZPR, m.in. Konstanty Ildefons Gałczyński (w latach 1948–1953), Władysław Broniewski, Antoni Słonimski i Leon Kruczkowski, ale także Jerzy Borejsza, Włodzimierz Sokorski i Stefan Żółkiewski, z kolei pod numerem 8 mieszkał m.in. Adam Ważyk.

## Ważniejsze obiekty
- Pałacyk Wielopolskich
- Ambasada Serbii
- Ambasada Czech